# Iustus förlag
Iustus Förlag är ett av Sveriges äldsta bokförlag och grundades vid mitten av 1800-talet. Förlagets inriktning är juridisk litteratur inom tre områden: läromedel, vetenskap samt litteratur för praktiserande jurister. 
Förlaget ägs av Studentlitteratur AB samt Juridiska föreningen i Uppsala.
Iustus Förlag har ett komplett erbjudande av läroböcker för juristutbildningar på universitet och högskolor samt andra utbildningar med inslag av juridik. Förlaget ger även ut akademiska avhandlingar, rättsvetenskaplig litteratur och ett antal skriftserier. Förlagets författare är experter inom skilda juridiska områden och omfattar lärare på juridiska institutioner, men också praktiker.
Iustus ursprungliga ägare och grundare var Juridiska föreningen i Uppsala. Föreningen bildades 1844 som en sammanslutning av juris studerande. En av föreningens verksamheter var att erbjuda studenter litteratur och kompendier. I och med det inleddes förlagsverksamheten. Det innebär att Iustus är ett av Sveriges äldsta förlag med utgivning från mitten av 1800-talet.